# Смеђи несит
Смеђи несит (лат. Pelecanus occidentalis) најмања је птица из породице несита (лат. Pelecanidae). Једна је од само три врсте несита које живе на западној полулопти. Једна је од две врсте несита које зарањају у воду у потрази за храном. Једна је од најпознатијих птица на југу и западу САД-а. Симбол је Луизијане. Национална је птица Барбадоса и острва Туркс и Кајкос. Маскота је неколико Универзитета. Појавио се у дугометражном цртаном филму „У потрази за Немом“, као доброћудни лик, премда се радња одвија у близини Аустралије, а тамо не живе смеђи несити.

## Опис
Смеђи несит достиже дужину 105-137 cm, с распоном крила 183-250 cm и тежином између 2,7 – 5,5 kg. Као и други пеликани снажно је грађен, има дуги врат, кратке ноге и упадљиво карактеристичан снажан кљун с растегљивом кожном кесом. Перје је сиво и смеђе по телу, а беле и жуте боје на глави и врату.

## Распрострањеност и станиште
Живи на на обалама Северне, Средње и Јужне Америке. Иако живи готово искључиво на обалама, младе птице такође се повремено појављују на унутрашњим слатководним језерима. У прошлости је његова бројност у југоисточном САД-у била посебно угрожена коришћењем пестицида. 
Врло је друштвена птица, често лови храну у јатима, а то су разне врсте риба, посебно харинга, ретко чак и шкољке.

## Гнежђење
Гнездо од грана и разних биљака гради углавном на дрвећу или великим жбуновима. Женка снесе 1-2, ретко 3 јаја, на којима седе 39 дана наизменично оба родитеља. Младунци се осамостаљују са 9. недељом живота. У дивљини може живети у просеку од 15 до 25 година.